# Teorija glazbe
Teorija glazbe je skup spoznaja o naravi i zakonitostima glazbene umjetnosti stečenih proučavanjem stvaralačke (skladateljske) i izvoditeljske glazbene prakse. Osim što su glazbu rado izvodili i slušali, mnogi su ju skladatelji, glazbenici i glazbeni teoretičari oduvijek s jednakom strašću i analizirali. Mnogi su skladatelji – primjerice Philippe de Vitry, Gioseffo Zarlino, Michael Praetorius, Johann Joseph Fux, Jean-Philippe Rameau, Théodore Dubois, Hugo Riemann, Heinrich Schenker, Arnold Schönberg, Paul Hindemith, Olivier Messiaen i Pierre Boulez  – još i danas vrlo cijenjeni kao glazbeni teoretičari, o čemu svjedoče mnogobrojne njihove sačuvane i objavljene teorijske rasprave i knjige. Temeljni glazbeni parametri poput ljestvica, odnosno odabrane tonske građe, ritma, harmonije, melodije i njihov odnos spram pojedinih glazbenih struktura i oblika te njihova moguća međusobna ovisnost ili uvjetovanost, česte su teme u raspravama glazbenih teoretičara. I dok muzikolozi glazbu najčešće proučavaju u povijesno-sociološkom i kulturološko-humanističkom kontekstu, pojedini ju glazbeni teoretičari objašnjavaju i kao akustičku pojavu povezanu s ljudskom fiziologijom i psihologijom. Stoga teorija glazbe u širem smislu obuhvaća i proučavanje te spoznaju u drugim aspektima glazbe na područjima akustike, komponiranja, izvedbenih praksi i interpretacija, organologije (izgradnja i uporaba glazbenih instrumentarija), povijesti, sociologije i estetike glazbe, kako na područjima umjetničke, tradicijske i popularne glazbe europskih tako i izvaneuropskih glazbenih kultura. Europska glazbena kultura proizvela je do sada najznačajniji korpus teorije glazbe, ali značajan su prinos dali i teoretičari glazbe iz arapskih, bizantskih, hebrejskih, indijskih i kineskih glazbenokulturnih krugova.

## Nauk o glazbi
Glazba je iznimno složena umjetnost, pa je njezina teorija vrlo opsežna i raznolika. Znanja o glazbi razvrstavaju se stoga u posebna područja. Iz tih se područja pojedini sadržaji metodički obrađuju i, kao normativno znanje o glazbenoj umjetnosti, iznose kroz teorijske nastavne predmete u sustavu glazbenog obrazovanja. To su nauk o harmoniji, nauk o kontrapunktu, nauk o glazbenim oblicima, upoznavanje glazbala i orkestracije itd. No da bi se uopće moglo razgovarati o tim i drugim područjima glazbene teorije, valja poznavati obilježja zvuka, notno pismo te mnoštvo glazbenih pojmova i oznaka, što se najčešće svrstava pod osnove teorije glazbe. Sve one koji prikupljaju znanja o glazbi, istražuju glazbene pojave i traže im uzroke, sjedinjavaju zaključke i razvrstavaju ih te tako stvaraju nauk o glazbi nazivamo glazbenim teoretičarima.

## Glazbeni teoretičari
Temelje zapadnoeuropskoj teoriji glazbe postavili su starogrčki filozofi i teoretičari. U 6. stoljeću pr. Kr. Pitagora i njegovi učenici, tzv. kanonici, glazbu su promatrali spekulativno: povezujući ju s matematikom, brojevima su prikazivali akustičke odnose između tonova. Nasuprot kanonicima, harmonici su svoja zapažanja izvodili iz glazbene prakse: njihov je glavni predstavnik Aristoksen, vjerni Aristotelov učenik. U svojim filozofskim djelima Platon je naglašavao veliko etičko značenje glazbe, a Klaudije Ptolemej u nasljeđe nam je ostavio jedan od najboljih traktata o starogrčkim ljestvicama.
Glazbeno znanje i spoznaje starogrčkih filozofa i glazbenih teoretičara prihvatili su i u doba ranoga srednjega vijeka svojim djelovanjem dalje razvijali Augustin Aurelije, Boecije (De institutione musica), Kasiodor (De Artibus ac Disciplinis Liberalium Litterarum: De musica) te Izidor Seviljski koji je svojim zapažanjima o liturgijskoj glazbi, objavljenima u teološkim raspravama De ecclesiasticis officiis i Regula monachorum, značajno utjecao na cjelokupnu europsku srednjovjekovnu glazbenu teoriju.

## Vanjske poveznice
- Hrvatsko društvo glazbenih teoretičara
- www.muza.unizg.hr – Nikša Gligo: Pojmovni vodič kroz glazbu 20. stoljeća
- Wikisource: Musiktheoretische Traktate (Traktati o teoriji glazbe) (njem.)
- Oscar van Dillen: Outline of basic music theory (engl.)
- ORACLE ThinkQuest: Music Theory  Arhivirana inačica izvorne stranice od 29. svibnja 2012. (Wayback Machine) (engl.)
- Music Theory (engl.)
- Allgemeine Musiklehre (njem.)
- Lehrklänge (njem.)